# Brechmorhoga flavoannulata
Brechmorhoga flavoannulata is een libellensoort uit de familie van de korenbouten (Libellulidae), onderorde echte libellen (Anisoptera).
De wetenschappelijke naam Brechmorhoga flavoannulata is voor het eerst geldig gepubliceerd in 1920 door Lacroix.